# IC 3718
IC 3718 је спирална галаксија у сазвјежђу Дјевица која се налази на листи објеката дубоког неба у Индекс каталогу.
Деклинација објекта је + 12° 21' 3" а ректасцензија 12h 44m 45,3s. Привидна величина (магнитуда) објекта IC 3718 износи 12,9 а фотографска магнитуда 13,7. IC 3718 је још познат и под ознакама UGC 7920, MCG 2-33-8, CGCG 71-26, VCC 2006, PGC 42944.